# كتش (تشابهار)
كتش (بالفارسية: کچ) هي منطقة سكنية تقع في سيستان وبلوتشستان في إيران. يقدر عدد سكانها بـ 757 نسمة بحسب إحصاء 2016.